# Otto-Hahn-Gymnasium Herne
Das Otto-Hahn-Gymnasium Herne (kurz OHG) ist eine nach dem Chemiker und Nobelpreisträger Otto Hahn benanntes Gymnasium in Herne, Nordrhein-Westfalen.

## Geschichte

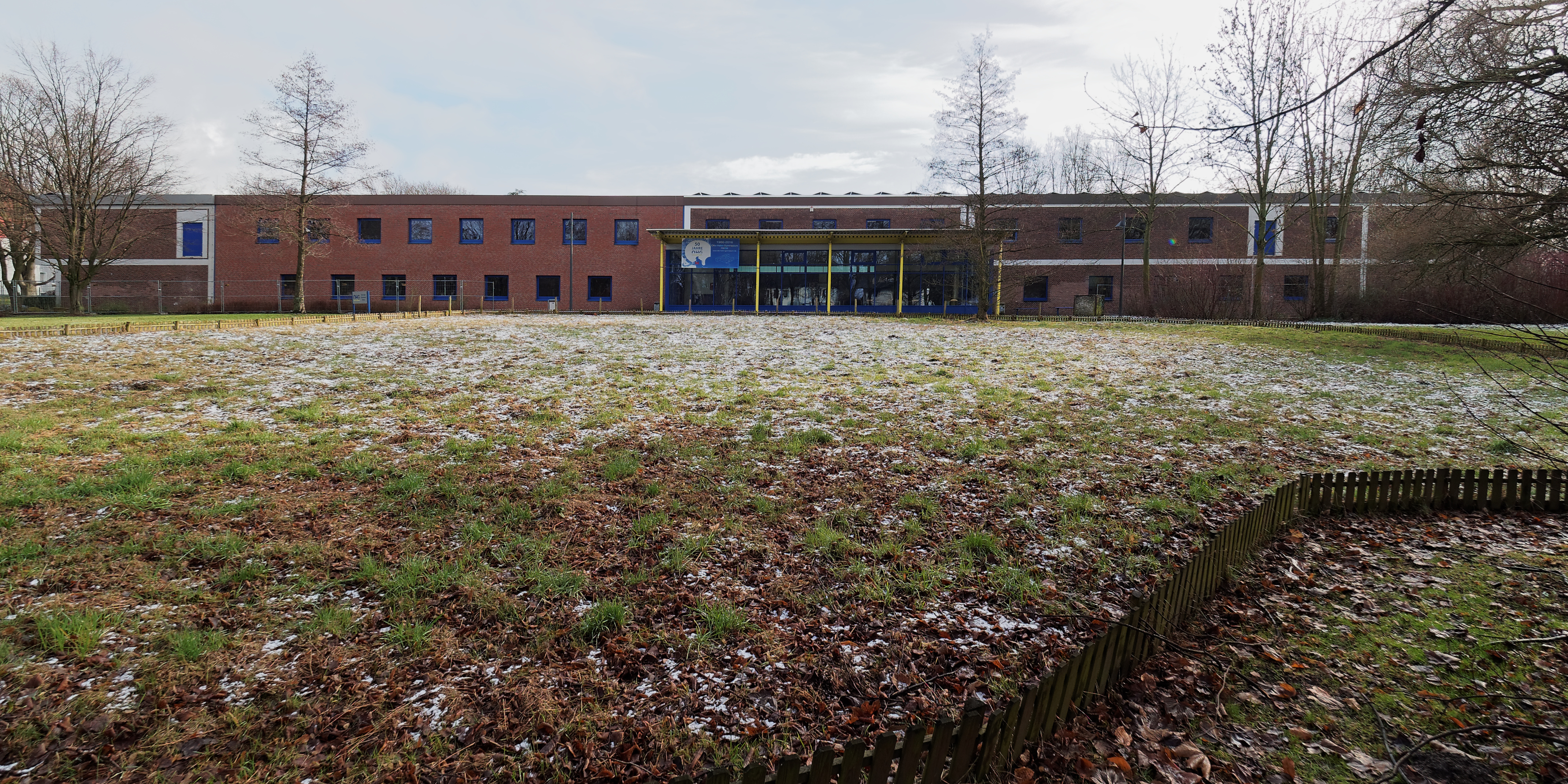
OHG vom Hölkeskamring aus gesehen

Das Otto-Hahn-Gymnasium wurde um 1966 als selbständiges Gymnasium aus einer Abspaltung des mathematisch-naturwissenschaftlichen Zweiges des Herner Pestalozzi-Gymnasiums gegründet. Die Notwendigkeit eines Neubaus am Hölkeskampring ergab sich wegen der drängenden Renovierungsbedürftigkeit des Gebäudes des Pestalozzi-Gymnasiums an der Neustraße in Herne. So zog man also in die neuen Gebäude. Nach abgeschlossener Renovierung kehrte der neusprachliche Zweig an die Neustraße zurück und damit musste ein neuer Name für das am Hölkeskampring verbliebene mathematisch-naturwissenschaftliche Gymnasium gefunden werden: Otto Hahn.

## Auszeichnungen und Preise
- 2010 wurde es beim Wettbewerb „Jugend forscht“ ausgezeichnet.
- Für das Projekt „Sportplatzdschungel, Auf die Plätze, fertig, Vielfalt“, d. h. die 1986 begonnene Kartierung, den Schutz und die Förderung der Artenvielfalt in der Umgebung des Sportplatzes, wurde dem Otto-Hahn-Gymnasium ein Sonderpreis über 500 Euro verliehen.
- 2012 erhielt das Gymnasium als erste Schule in Herne das Berufswahlsiegel für die vorbildliche Vorbereitung auf die Arbeitswelt.
- 2014 belegte es beim 1Live-Schulranking den zweiten Platz und gewann damit 5000 Euro.

## Weitere Aktivitäten
Als eine von drei Schulen im Regierungsbezirk Arnsberg ist das Otto-Hahn-Gymnasium Herne offizieller Partner des von EU-Mitteln geförderten Comenius-Programms. Unter dem Projekttitel „Bilingualer Unterricht – Section Européenne“, kurz „BiLiSE“, fanden ab 2013 insgesamt neun Austausche mit französischen Lehrkräften statt. Dabei sollte in enger Kooperation mit den deutschen Kollegen die Möglichkeiten eines bilingualen Unterrichts sowie die Entwicklung eines Netzwerks für Schülermobilität ausgebaut werden.

## Bekannte ehemalige Schüler
- Joachim Król (* 1957), Schauspieler
- Michél Puljic (* 1989), Rapper
- Tim Wiesner (* 1996), Fußballspieler
- Anna Lappenküper (* 1998), Basketballspielerin
- Simon Schildgen (* 1998), Influencer (GamerBrother)[4]